# Apollo 11
Apollo 11-missionen var den første bemandede månelanding. Det var den femte bemandede mission i Apollo-programmet.
Neil Armstrong blev det første menneske, der betrådte Månen, fulgt af Buzz Aldrin. Michael Collins forblev i kredsløb om Månen. Da Armstrong trådte ned på måneoverfladen, udtalte han de kendte ord.
| Citat          | Det er kun et lille skridt for mennesket, men et kæmpespring for menneskeheden. | Citat |
| Neil Armstrong |                                                                                 |       |

Oprindeligt:
| Citat          | That's one small step for [a] man, one giant leap for mankind. | Citat |
| Neil Armstrong |                                                                |       |

## Højdepunkter
- Den 16. juli 1969 kl. 13:32 letter Apollo 11-raketten fra Jorden, og det bliver set af millioner Verden over.
- Den 20. juli - om søndagen - blev månelandingsfartøjet, kaldet Ørnen, skilt fra kommandosektionen Columbia i kredsløb om Månen. Collins forblev i Columbia mens Ørnen med Armstrong og Aldrin om bord påbegyndte månelandingen.
- Efter en omhyggelig kontrol blev landingsmotoren på Ørnen tændt og nedstigningen begyndte. Under landingen bemærkede astronauterne at det planlagte landingssted var mere klippefyldt end forventet. Armstrong overtog derfor kontrollen og styrede månelandingsfartøjet ned på et mere jævnt terræn, senere kendt som Stilhedens base, beliggende i Stilhedens Hav.
- Den 21. juli kl. 03:56:20 dansk tid, seks en halv time efter landingen, steg Armstrong ned på Månens overflade og udtalte de berømte ord: "Det er kun et lille skridt for et menneske, men et kæmpespring for menneskeheden."
- Efter 21 timer og 36 minutter på Månens overflade, blev startraketten på Ørnen tændt og de to astronauter vendte tilbage til Columbia medbringende 22 kg månesten. Astronauterne vendte tilbage til Jorden den 24. juli og blev modtaget som helte efter 21 dages karantæne. Karantænen skyldtes faren for eventuelle månebakterier.

## Missionen i tal
- Masse:
  - Affyring: 2.923.387 kg
  - Rumfartøj: 46.678 kg
    - CSM-masse: 30.320 kg, heraf CM 5.960 kg og SM 24.360 kg
    - LM-masse: 16.448 kg , heraf landingsdel 11.463 kg og returdelen 4.985 kg
- Jordkredsløb: halvandet kredsløb før turen mod Månen, knap ét på tilbagetur
- Månekredsløb: 31

## Besætning
- Neil Alden Armstrong, kaptajn
- Michael Collins, kommandomodulpilot
- Edwin "Buzz" Aldrin, pilot på månelandingsfartøj

## Efterskrift
Kommandomodulet Columbia er udstillet på National Air and Space Museum (en), Washington D.C. Overdelen af månelandingsmodulet Eagle blev forladt den 21. juli 1969 i månekredsløb. Nedstyrtningsstedet på Månen er ukendt.
Den 21. marts 2013 fandt et bjærgningshold, betalt af IT-milliardæren Jeff Bezos (Amazon-stifter og inkarneret rumfartsentusiast), to Rocketdyne F-1 (en) raketmotorer, der for mere end 40 år siden sendte Apollomissioner ud i rummet. Saturn V-rakettens førstetrin havde fem F-1-motorer, og faldt i Atlanterhavet når det havde brugt sit brændstof. Det vides ikke med sikkerhed om de fundne raketmotorer er fra Apollo 11-missionen.

## Billeder
- Apollo 11 letter fra Jorden 16. juli 1969
- Jorden set fra Månen
- Aldrins støvleaftryk
- Astronaut "Buzz" Aldrin på månevandring nær ved et af Eagles ben
- Edwin E. Aldrin med Armstrong vist som en refleks i visiret
- Aldrin fjerner seismometre fra månelandingsfartøjet
- Aldrin står ved målestationen PSEP, med månelandingsfartøjet i baggrunden